# Ocellularia reticulata
Ocellularia reticulata är en lavart som beskrevs av Armin Mangold. 
Ocellularia reticulata ingår i släktet Ocellularia och familjen Graphidaceae. Inga underarter finns listade i Catalogue of Life.